# Combate naval de Valparaíso (1818)
El combate naval de Valparaíso fue una acción naval que tuvo lugar en las cercanías de Valparaíso, el 27 de abril de 1818. Este combate tuvo como contendientes, por el lado chileno, a la fragata Lautaro, y por el lado realista, a la fragata Esmeralda y al bergantín Pezuela.
Respecto al resultado táctico del combate, ambos bandos se adjudican la victoria. Sin embargo, la acción pone fin al bloqueo realista sobre Valparaíso.

## Antecedentes
Luego de la victoria independentista en la batalla de Chacabuco, librada el 12 de febrero de 1817, el virrey del Perú Joaquín de la Pezuela se dispuso a organizar una expedición de reconquista que tendría como jefe al brigadier Mariano Osorio.
Mientras Pezuela realizaba los preparativos expedicionarios, las embarcaciones de la Real Armada española con las que disponía en el apostadero naval del Callao se ocupaban de apoyar a las fuerzas realistas que resistían en Talcahuano, y también en realizar con cierta regularidad un bloqueo naval en Valparaíso. El virrey había decretado en marzo de 1817 el bloqueo general de las costas chilenas, pero solo pudo aplicarse sobre Valparaíso, a partir de mayo y de una manera no sostenida. Sin embargo, el bloqueo se hizo más riguroso en el lugar a partir de enero de 1818. Esto se debía a que la expedición reconquistadora de Osorio había arribado a Talcahuano, por lo que las unidades navales quedaron con mayor libertad de acción.
La división naval realista, a cargo del capitán de navío Tomás Blanco Cabrera, que operaba desde 1817 en las costas de Chile, estaba compuesta variablemente por las fragatas Venganza (insignia) y Esmeralda, las corbetas Sebastiana y Veloz, y los bergantines Pezuela y Potrillo.
Desde entonces el gobierno chileno había manifestado su preocupación por el control que ejercían en esos momentos los realistas en el mar, razón por la que las autoridades chilenas se empeñaron en formar una marina militar para revertir la situación.
El bloqueo que ejercieron las unidades de guerra realistas sobre Valparaíso no fue del todo eficaz ni fácil. Debían turnarse por problemas de abastecimiento, mal estado de los buques o por adolecer de escorbuto la tripulación. Otro problema común fue la presión que ejercieron los buques de guerra británicos y estadounidenses para no interrumpir el comercio que hacían sus connacionales, y también algunos ataques de las incipientes embarcaciones chilenas que fueron armadas en el puerto por las autoridades del lugar. Pero pese a todo, estas fuerzas navales mantuvieron un relativo control de la entrada marítima a Valparaíso y también sobre las costas de Chile.

## Situación previa
El 5 de marzo arribó a Valparaíso el indiamanbritánico Windham, perteneciente a la East India Company. Los buques bloqueadores solían alejarse a menudo fuera de la vista del puerto, ya sea por motivos de viento o por reconocimiento de alguna vela sospechosa. Esto permitió que el buque británico ingresara al puerto con libertad.
Esta embarcación había sido enviado por el agente del gobierno chileno en Londres, Álvarez Condarco, para ofrecerla en venta con su equipo y de esa manera dar impulso a la marina chilena. Venía con un contingente de 192 hombres y estaba armada con 34 cañones de 18 y 24 libras. Luego de varias negociaciones el buque fue comprado con un gran esfuerzo económico a comienzos de abril por el gobierno chileno en conjunto con algunos comerciantes del puerto. Se le reclasificó como fragata y fue bautizado con el nombre de Lautaro, enarbolándose en ella la bandera chilena.
Por esos días había llegado a Valparaíso la noticia del gran triunfo independentista en la batalla de Maipú. librado 5 de abril, lo que alentó a preparar el buque para actuar ofensivamente en el mar, ya sea utilizándola como corsario o para levantar el bloqueo del puerto.
En el mismo mes de abril el bloqueo realista del puerto era sostenido por Blanco Cabrera con la Venganza, Esmeralda y el Pezuela. Pero a mediados de ese mes este jefe debió abandonar el bloqueo con su buque y dirigirse al puerto del Callao por su mal estado operacional, quedando a cargo desde entonces el capitán de fragata Luis Coig y Sansón, comandante de la Esmeralda.
Desde entonces quedaron frente al puerto la Esmeralda y el Pezuela, situación advertida por los chilenos. El primer buque mandado por el jefe mencionado, marino español acreditado, con una tripulación de 160 o 260 hombres y armado con 36 cañones de variado calibre. El segundo buque al mando del teniente de fragata Ramón Bañuelos, con 20 cañones de variado calibre.
El comandante español, persuadido de lo incipientes que eran los aprestos navales chilenos en el puerto, estaba convencido de que estos no podrían realizar un ataque formal para levantar el bloqueo.

## Preparativos chilenos para levantar el bloqueo
El 5 de marzo de 1818 fondeó el Indiaman Windham, originalmente un buque inglés construido en el año 1800 para la East India Company. Entró con pabellón británico en el puerto de Valparaíso, escabullendo el bloqueo español, y fue comprado en el puerto ese mismo abril por el gobierno chileno.
El 20 de abril el gobierno ordenó a las autoridades portuarias habilitar a la Lautaro para levantar el bloqueo. Eran los encargados de realizar los preparativos el gobernador del puerto Francisco Calderón. el comandante de marina Juan José Tortel y el enviado del gobierno Tomás Guido.
A la fragata se le aumentó el armamento a 44 cañones de variado calibre y el número de tripulantes quedó en 350 hombres, de los cuales 100 eran extranjeros y 250 eran chilenos, incluyéndose en estos últimos una compañía de artilleros del ejército. Junto con este buque se debía preparar también al bergantín Águila para acompañarlo, pero debido a las exigencias de tripulantes y armas en la fragata, se debió deshabilitar al bergantín y también a otros buques menores con los que contaba el Estado.
El mando de la Lautaro fue encomendado a un inglés llamado Jorge O'Brien, con el grado de capitán de corbeta. Este era un joven marino que había servido en sus inicios en la Royal Navy pero fue separado de la institución por falta de disciplina, dedicándose desde entonces al comercio de cabotaje. Como segundo estaba el teniente primero inglés Joseph Argent Turner, que había sido parte de la tripulación que trajo la embarcación a Chile. En clase de oficiales le seguían el teniente segundo William H. Walker, el teniente tercero Samuel Fawconer, el teniente cuarto Guillermo Mathews, el primer piloto Juan Lee, el segundo piloto Juan Robinson, el contador Juan Barton y en clase de agregado Nataniel Beley del Águila. Como capitán del cuerpo de artilleros iba el inglés Guillermo Miller.
Para el 26 de abril el buque estaba materialmente listo para atacar a las fuerzas bloqueadoras. Si bien la inexperiencia de la tripulación del buque no inspiraba mucha confianza por la falta de tiempo para adiestrarla mejor, ante los apuros de realizar prontamente el levantamiento el bloqueo, se creía que el número de estos y su entusiasmo la dejaban en estado de batirse con los buques realistas.
El comandante O'Brien había recibido un pliego con cinco instrucciones específicas que señalaban como debía proceder para realizar su misión. La primera señalaba que la tripulación debía ser dividida en tres partidas de abordaje, la primera al mando de Turner, la segunda a cargo de Miller y la tercera que era de reserva bajo su mando. La segunda que debía observar el movimiento de los realistas y zarpar sin ser visto por ellos, alejándose de la costa hasta completar el entrenamiento de la tripulación. La tercera enfatizaba la importancia de entrenar a la tripulación. La cuarta en que debía preparar el buque para que pareciera un buque británico. La quinta y última decía que una vez terminados esos trabajos debía abordar a la Esmeralda acercándose a ella con bandera británica.

## Desarrollo del combate

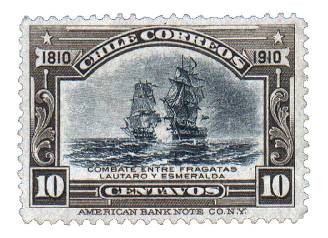
La fragata patriota Lautaro contra la fragata realista Esmeralda en un sello de 1910, del centenario de la independencia de Chile.

Cuando los detalles se completaron, zarpó la fragata Lautaro de Valparaíso, el domingo 26 de abril a las 2 de la tarde al mando de Jorge O'Brien. Al pasar Punta Ángeles, izó la bandera y el gallardete ingleses. Cuando aquella mañana los vigías divisaron al enemigo en el horizonte, sin trepidar se sobrepasó la Punta Curaumilla, que se encuentra al sur de Valparaíso. Al cabo de dos horas se avistaron ambos buques enemigos.
Al rayar el alba del día siguiente, el Teniente Jorge O'Brien divisó los faroles de la fragata Esmeralda, a través de una densa neblina. Preparado para el combate, a las 7 de la mañana ordenó gobernar sobre el navío adversario y lo embistió disparando tres descargas sucesivas que el mayor Guillermo Miller cumplió, mientras cambiaba la bandera inglesa por el pabellón nacional.
El buque enemigo había creído desde un comienzo que la nave que se aproximaba era el Amphion, que, como en otras ocasiones, venía a ponerse el habla.
Es tanto, que lo esperaron en facha, y cuando ambos llegaron a acortar demasiado la distancia, el Comandante Luis Coig alcanzó a gritar con voz potente; «Ea, ese barco se nos viene encima!». Era ya tarde. Cual sería su asombro y el de su tripulación al ver que efectivamente el buque los abordó.
Jorge O'Brien, arrastrado por su valor, ejecutó personalmente el abordaje del buque enemigo acompañado por 25 hombres. En la cubierta adversaria procedieron de inmediato a arriar el pabellón de España, mientras su tripulación, en absoluto desconcierto, abandonaba la cubierta principal. La guarnición militar de la Lautaro, rompió fuego de fusilería sobre la cubierta española. Y así Jorge O'Brien quedó en plena posesión del buque con su velamen aun al viento.
Dice el segundo comandante de la Lautaro, teniente Turne, creyéndola tomada, se dirigió al Pezuela, buque que ante lo negativo de la situación se batía en retirada. Sin embargo el bergantín Pezuela llevaba 105 días de bloqueo, con el buque en mal estado, la marinería enferma, en días previos había requerido de la tripulación de la Esmeralda para poder seguir navegando, al vislumbrar el enemigo se retira inmediatamente a puerto español sin participar del combate. Conducta que no fue reprochada por Luis Coig, más bien al contrario, dado el estado lamentable del bergantín Pezuela. Tal era su mal estado que arribó a Talcahuano incluso un día después que la Esmeralda.
Pero al desatracarse la Lautaro del costado de la Esmeralda, Coig y la tripulación española reaccionó con una ofensiva en donde un marinero español agazapado en una escotilla disparó un certero tiro a Jorge O'Brien, que le atravesó el pecho y lo derribó exánime a cubierta para no volver a levantarse. Antes de morir, alcanzó a murmurar: «No la abandonéis muchachos, la fragata es nuestra».
El Segundo Comandante de la Lautaro, Teniente José Argent Turner, quien la consideró rendida a la Esmeralda, se limitó a despachar una embarcación con 18 hombres a cargo de un oficial para reforzar el grupo de abordaje y asegurar la presa.
Caído el jefe, los compañeros de asalto se batieron valientemente, pero fueron gradualmente aniquilados por la tripulación enemiga, que en los 45 minutos siguientes se repusieron de la sorpresa y lograron aniquilar a los abordadores.
Luis Coig recuperó el mando de la Esmeralda e izó de nuevo el pabellón de la metrópoli. Sin embargo, fue reatacada con artillería de la fragata "Lautaro" ocasionándole daños de consideración sobre la línea de flotación.
Al finalizar el combate los navíos españoles abandonaron el bloqueo y se retiraron a Talcahuano, en cuanto a la fragata Lautaro volvió al puerto.

## Consecuencias
El combate tuvo alternativas de triunfo y derrota.
Fracasó el abordaje de la Lautaro. La embestida del navío indiaman sobre proa, enarbolando pabellón inglés hasta que a tiro de pistola se cambia a chileno, produjo daños en la navegación de la fragata. Tras rechazar el abordaje se intentó iniciar la persecución del enemigo, cosa que no fue posible dada la rapidez con que se alejaba este con el viento a su favor. La fragata española decidió reponerse en el puerto de Talcahuano. La división naval volvió a zarpar con las dos fragatas restablecidas, la Venganza y la Esmeralda, trasportando tropas a los puertos del Callao y Arica. Los realistas celebraron la victoria española. Osorio se congratuló del «feliz resultado de la acción» recomendando el mérito de la tripulación. La Gaceta del gobierno de Lima se refiere al «glorioso combate que sostuvo el 27 de abril la fragata SM Esmeralda con el navío Indiaman del porte de 50 cañones"». Luis Coig fue ascendido a capitán de navío por méritos de guerra y se le concedió la Cruz Laureada de San Fernando.
El error de apreciación del Teniente José Argent Turner, segundo en el mando de la Lautaro, originó que la presa se escapara. Sin embargo, se logró romper el bloqueo de Valparaíso, que era una de las finalidades de la operación. Cuando regresó la Lautaro al puerto, con la triste noticia de la muerte de su Comandante, remolcaba una presa. Se trataba del bergantín mercante español San Miguel, apresado tras el combate, cuando viajaba de Talcahuano al Callao, y que según el historiador chileno Uribe Orego, trasladaba importantes y acaudalados pasajeros, que por su rescate cancelaron una elevada suma, aprovechada posteriormente para abonar lo adecuado por la compra de la fragata Lautaro.
Chile ahora, y gracias a los agentes de gobierno que tenía en Inglaterra y los Estados Unidos, se lograría conformar una escuadra capaz de desafiar abiertamente a la división naval española en el Pacífico sur. Ya se había adquirido la fragata Lautaro (ex Windham), y en los siguientes meses llegarían respectivamente: el navío San Martín (ex Cumberland) de 64 cañones, el bergantín Araucano (ex Colombo) de 16 cañones, la corbeta Chacabuco (ex corsario) de 20 cañones y el bergantín Galvarino (ex Hecate). Estos buques fueron equipados y marinerados dejándolos en pie de guerra para próximas acciones y el mando de esta naciente escuadra recayó en Manuel Blanco Encalada.